# Im Dong-kwon
Im Dong-kwon (coréen : 임동권 ; 1926 - 27 novembre 2012) est un folkloriste coréen. Il a enseigné au collège des arts de Sorabol et à l’université Chung-Ang. Il accède au poste de président de l’académie folkloriste coréenne et également à la direction générale de l’institut culturel de Paekche à l’université nationale de Kongju.
Il est le pionnier de l'étude du folklore en Corée du Sud ainsi que l’un des premiers personnages du folklore en Asie orientale. Dans son pays natal, il s'est distingué par ses travaux de fouille et de conservation des vestiges. 
Dans ses activités internationales, il a contribué au développement de l’étude conjointe de la Corée du Sud, de la Chine et du Japon. Il se consacre à la promotion des échanges culturels entre la Corée du Sud et le Japon.

## Distinction
- Prix de la culture asiatique de Fukuoka en 2005